# Mehmet Sirri Acar

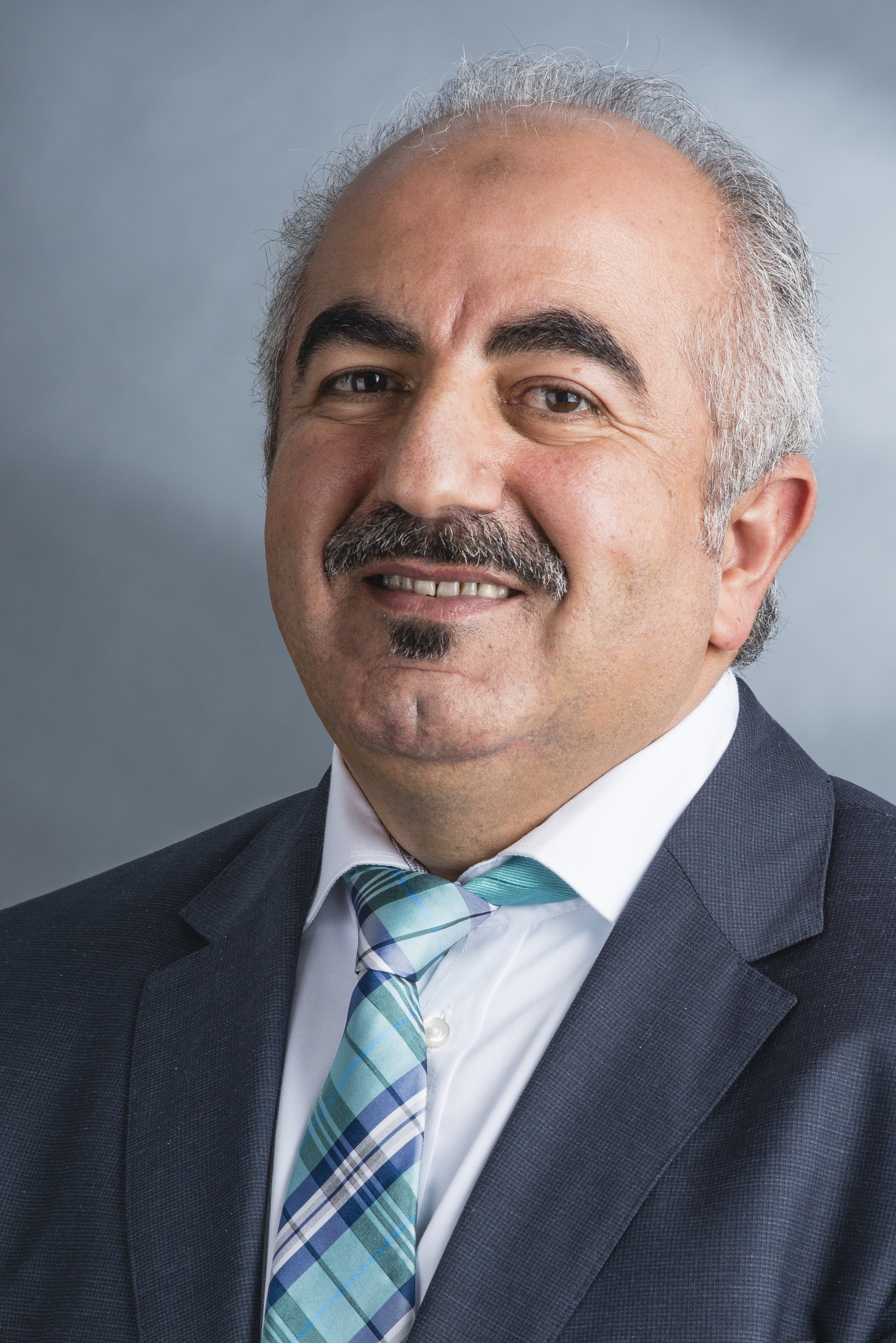
Mehmet Sirri Acar 2015

Mehmet Sirri Acar (* 11. Januar 1966 in Midyat, Türkei) ist ein deutscher Ingenieur, Politiker (SPD) und war von 2015 bis 2019 Abgeordneter in der Bremischen Bürgerschaft.

## Biografie

### Familie, Ausbildung und Beruf
Von 1985 bis 1987 absolvierte er eine Lehre zum Zimmermann. Von 1988 bis 1994 studierte er Bauingenieurswesen an der Hochschule Bremen. Danach war er als angestellter Ingenieur tätig. Seit 2003 ist er Mitgesellschafter und Geschäftsführer eines Bauunternehmens. Er wohnt in Bremen-Burglesum ist verheiratet und hat fünf Kinder.

### Politik
Acar ist seit 2006 Mitglied der SPD und seit 2010 Mitglied des Vorstandes des SPD-Ortsvereins Schwachhausen-Nord.
Bei der Bürgerschaftswahl in Bremen 2015 kandidierte er auf Platz 61 der SPD-Liste und erhielt aufgrund von mehr als 1500 Direktstimmen ein Mandat in der Bremischen Bürgerschaft.

Er ist vertreten in den Ausschüssen für Angelegenheiten der Häfen und für Bürgerbeteiligung, bürgerschaftliches Engagement und Beiräte und in der Deputation für Bildung und Kinder.
Aufgrund von Ermittlungen der Staatsanwaltschaft, wegen des Verdachts möglicher Steuerhinterziehung und dem Nichtabführen von Sozialabgaben, hob die Bremische Bürgerschaft im Sommer 2015 seine Immunität auf.
Der 2019 gewählten Bürgerschaft gehört er nicht mehr an.